# Collectivité territoriale décentralisée
La constitution tchadienne adoptée le 31 mars 1996 par référendum prévoit la création de collectivités territoriales décentralisées (Titre 11 : Des collectivités territoriales décentralisées, articles 204 à 213).
Ces collectivités locales sont :
- les régions
- les départements
- les communes
- les communautés rurales

La loi organique n° 002/PR/2000 du 16 février 2000 fixe le statut des régions, des départements et des communes. La loi organique n° 007/PR/2002 du 5 juin 2002 fixe le statut des communautés rurales.
Enfin, l'ordonnance n° 01/PR/2003 (portant création de collectivités territoriales décentralisées) donne la liste des régions, des départements et des communes créés. La création des communautés rurales fera l'objet d'un texte ultérieur.
Sont ainsi créés :
- 23 régions
- 61 départements
- 250 communes (hors N'Djamena)

Il est en outre précisé que la Ville de Ndjamena est une commune régie par un statut particulier.
Les collectivités territoriales décentralisées ainsi créées recoupent le découpage administratif. Les 199 communes correspondent aux chefs-lieux des régions, des départements et des sous-préfectures.
Le cadre législatif est donc aujourd'hui assez bien défini. Cependant, ces textes ne sont pas encore mis en œuvre (sauf un peu au niveau des communes).
L'application entière de ces textes fera du Tchad un État très décentralisé.

## Les collectivités territoriales

### Les régions
Les 23 régions du Tchad et leurs départements respectifs :
1. Batha (1. Batha Ouest, 2. Batha Est, 3. Fitri) ;
2. Borkou (1. Borkou, 2.Borkou Yala) ;
3. Chari Baguirmi C(1. Baguirmi, 2. Chari, 3. Loug-Chari) ;
4. Guéra (1. Guéra, 2. Abtouyour, 3. Barh Signaka, 4. Mangalmé) ;
5. Hadjer Lamis (1. Dagana, 2. Dababa, 3. Haraze Al-Biar) ;
6. Kanem (1. Kanem, 2. Nord Kanem, 3. Wadi-Bissam) ;
7. Lac (1. Mamdi, 2. Wayi) ;
8. Logone Occidental (1. Lac Wey, 2. Dodjé, 3. Gueni, 4. Ngourkosso) ;
9. Logone Oriental (1. La pendé, 2. Kouh Est, 3. Kouh Ouest, 4. La Nya, 5. La Nya Pendé, 6. Monts de Lam) ;
10. Mandoul (1. Mandoul Oriental, 2. Barh Sara, 3. Mandoul Occidental) ;
11. Mayo-Kebbi Est (1. Mayo-Boneye, 2. Kabbia, 3. Mayo-Lemié, 4. Mont Illi) ;
12. Mayo-Kebbi Ouest (1. Mayo-Dallah, 2. Lac Léré) ;
13. Moyen-Chari (1. Barh Koh, 2. Grande Sido, 3. Lac Iro) ;
14. Ouaddai (1. Ouara, 2. Abdi, 3. Assoungha) ;
15. Salamat (1. Barh Azoum, 2. Aboudéia, 3. Haraze Mangueigne) ;
16. Tandjilé (1. Tandjilé Est, 2. Tandjilé Ouest) ;
17. Wadi Fira (1. Biltine, 2. Darh Tama, 3. Kobé) ;
18. Ville de N'Djaména (1. N'Djaména) ;
19. Barh El Gazel (1. Barh El Gazel Sud, 2. Barh El Gazel Nord) ;
20. Ennedi Est (1. Fada) ;
21. Ennedi Ouest (1. Amdjaras) ;
22. Sila (1. Kimiti, 2. Djourouf Al Amar) ;
23. Tibesti (1. Tibesti Est, 2. Tibesti Ouest).

### La commune

#### Communes à statut particulier
En plus de N'Djaména, 31 communes sont dotées d'un statut particulier (Ordonnance N° 010/PR/2012 du 2 mars 2012).
L'État est représenté dans chacune des communes à statut particulier par un Délégué général du Gouvernement, assisté d'un Secrétaire général. Le Délégué général du Gouvernement auprès d'une commune à statut particulier a rang et prérogatives de Préfet de Département.

### La Ville de Ndjamena
La ville de Ndjamena est organisée en une Commune de la Ville et des Communes d'Arrondissements.